# Жайлауколь (Туркестанская область)
Жайлауколь (каз. Жайлаукөл, до 2001 г. — Багарное) — село в Жетысайском районе Туркестанской области Казахстана. Входит в состав Макталинского сельского округа. Код КАТО — 514479300.

## Население
В 1999 году население села составляло 235 человек (117 мужчин и 118 женщин). По данным переписи 2009 года, в селе проживали 273 человека (145 мужчин и 128 женщин).